# Deluhi
 (novembre 2012).
Si vous disposez d'ouvrages ou d'articles de référence ou si vous connaissez des sites web de qualité traitant du thème abordé ici, merci de compléter l'article en donnant les références utiles à sa vérifiabilité et en les liant à la section « Notes et références ».
Deluhi (デルヒ, Deluhi) est un groupe de visual kei japonais, formé en 2008 et séparé en 2011.

## Formation
- Juri : Chant
- Leda : Guitare
- Aggy : Guitare basse
- Sujk : Batterie

## Discographie

### Albums & Mini-albums
- 26/03/2008 - Surveillance
- 04/11/2009 - Yggdalive
- 27/07/2011 - VANDALISM

### Singles
- 23/07/2008 - Orion once again
- 29/10/2008 - VISVASRIT
- 26/11/2008 - MAHADEVA
- 31/12/2008 - JAGANNATH
- 20/05/2009 - Orion Once Again (2nd Press)
- 20/05/2009 - FLASH : B[L]ACK
- 05/08/2009 - Two Hurt
- 30/10/2009 - Two Hurt -FOOL'S MATE EDITION-
- 24/03/2010 - REVOLVER BLAST
- 16/06/2010 - Frontier
- 14/07/2010 - The Farthest
- 04/08/2010 - Departure

### DVD
- 15/12/2010 - LIVE : BLITZKRIEG